# 経営共創基盤
株式会社経営共創基盤（けいえいきょうそうきばん、英: Industrial Growth Platform, Inc.、略称: IGPI）は、東京都千代田区に本社をおく、ハンズオン型コンサルティング会社である。事業戦略立案（経営コンサルティング）やM&A実行支援（財務アドバイザリー業務）を行う。「産業再生機構」の元中心メンバーによって設立された。2024年に持株会社化により株式会社IGPIグループに商号変更され、事業は現・株式会社経営共創基盤に移されている。

## 概説
元産業再生機構最高執行責任者冨山和彦が代表取締役最高経営責任者として創業し、事業会社の役員経験者、コンサルティング会社、投資ファンド、金融機関、会計・法律事務所出身者などで構成されている。中長期リスク共有型自己投資として企業再生投資やベンチャー企業投資も行っている。連結決算は2019年9月期以降は非公表、単体決算は2018年9月期を最後に決算公告を行っていない。

## 沿革
- 2007年4月 - 株式会社経営共創基盤として設立。
- 2009年3月 - みちのりホールディングス設立。
- 2016年4月 - 慶應イノベーション・イニシアティブと業務提携[2]。
- 2017年6月 - 国際協力銀行と共同で、株式会社JBIC IG Partners設立[3]。
- 2024年10月1日  - コンサルティング・マイノリティ投資事業を経営共創基盤準備会社（現・株式会社経営共創基盤）に承継し、株式会社IGPIグループに商号変更。

## グループ会社
- 株式会社IGPIグループ
  - 株式会社経営共創基盤
    - 株式会社IGPI Digital Intelligence
    - 益基譜管理諮詢（上海）有限公司
    - Industrial Growth Platform Pte. Ltd.（シンガポール）

  - 株式会社日本共創プラットフォーム（JPiX）
    - 株式会社みちのりホールディングス
      - 株式会社みちのりトラベルジャパン

    - 株式会社南紀白浜エアポート

  - 株式会社先端技術共創機構
  - 株式会社JBIC IG Partners（49%出資）

過去
- （清算）株式会社IGPIテクノロジー

## 主な出資先企業
- 知的財産戦略ネットワーク
- ぴあ
- 池貝
- 岡本硝子
- KKBOX

## 主な出版物
- 『指一本の執念が勝負を決める』（ファーストプレス）
- 『会社は頭から腐る―あなたの会社のよりよい未来のために「再生の修羅場からの提言」』（ダイヤモンド社）
- 『この国を作り変えよう 日本を再生させる10の提言』（講談社）
- 『カイシャ維新』（朝日出版社）
- 『「挫折力」一流になれる50の思考・行動術』（PHPビジネス新書）
- 『IGPI流　経営分析のリアル・ノウハウ』（PHPビジネス新書）
- 『30代が覇権を握る　日本経済』（PHPビジネス新書）
- 『リアルスタートアップ』（集英社）
- 『結果を出すリーダーはみな非情である』（ダイヤモンド社）
- 『リーダーのための戦略思考』（日本経済出版社）
- 『IGPI流　セルフマネジメントのリアル・ノウハウ』（PHPビジネス新書）